# Reial Orquestra Simfònica de Sevilla
La Reial Orquestra Simfònica de Sevilla (ROSS) és una orquestra simfònica espanyola, amb seu a la ciutat de Sevilla. Actualment, el director artístic i titular d'aquesta orquestra és John Axelrod. La ROSS té la seu al Teatre de la Maestranza de Sevilla. Pertany a l'Associació Espanyola d'Orquestres Simfòniques (AEOS).

## Història
L'Orquestra va ser fundada el 1990 per iniciativa de l'Ajuntament de Sevilla i de la Junta d'Andalusia, amb el nom d'Orquestra Simfònica de Sevilla. La presentació pública es va fer al gener de 1991, i des de llavors ha esdevingut un referent obligat, i ha aconseguit, a més, una important presència en el panorama nacional i internacional. El seu primer director artístic i titular va ser Vjekoslav Šutej, el qual va exercir el càrrec fins al 1996. El va succeir Klaus Weise (de 1997 a 2000), Alain Lombard (de 2001 a 2003) i Pedro Halffter (de 2004 a 2014). Des de l'any 2014 John Axelrod n'és el director artístic i titular.
El 1995, el rei Joan Carles I li va concedir el títol de Reial.
La gran ductilitat d'aquesta orquestra li permet afrontar una activitat molta variada que inclou, d'una banda, concerts simfònics del repertori tradicional i actual, incloent estrenes d'obres, algunes de les quals són encàrrecs de la mateixa orquestra; i d'altra banda, també ofereix un repertori menys habitual que inclou música de bandes sonores de cinema o música popular. Així mateix, també participa en produccions d'òpera, de sarsuela i de ballet.
L'entitat ha patit darrerament greus problemes de finançament. Amb un pressupost anual al voltant dels set milions d'euros, l'orquestra arrossegava a finals de 2017 un dèficit de 436.000 euros. Aquesta situació va evidenciar una important desavinença entre els dos organismes que la sustenten, la Junta d'Andalusia i l'Ajuntament de Sevilla.